# Kabardiner

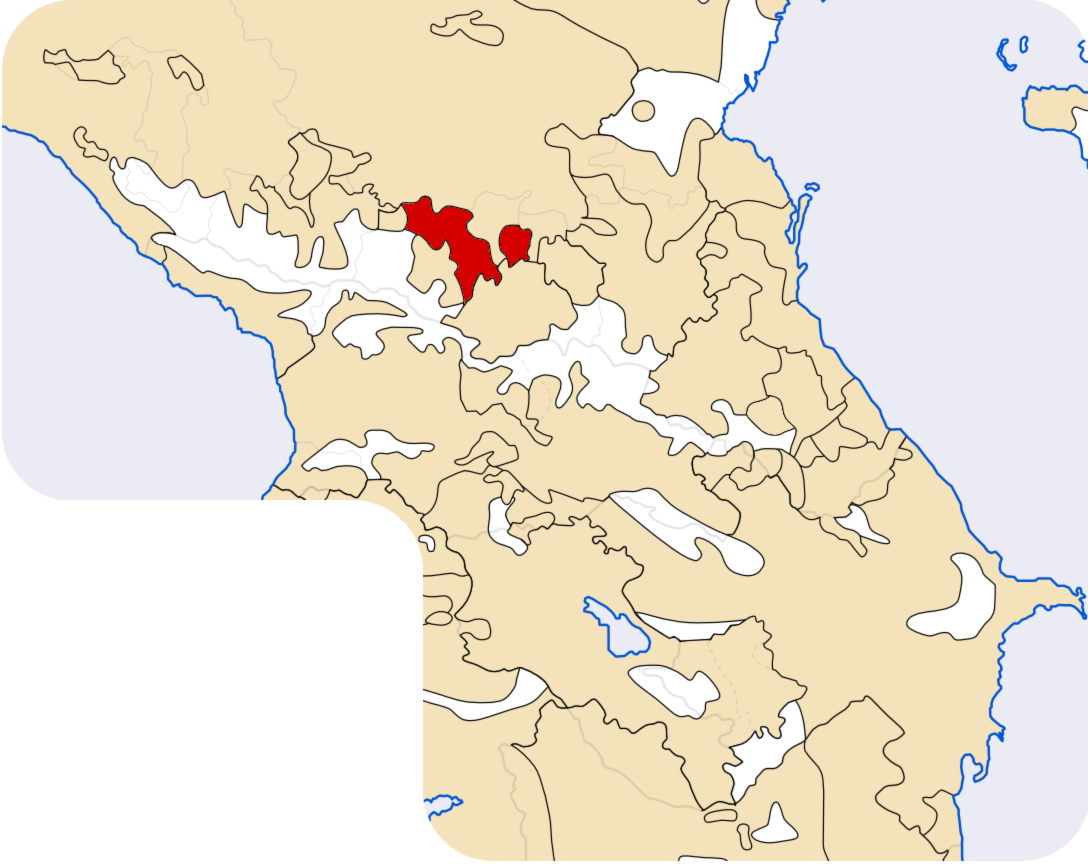
Kabardinernas områden i Kaukasus.

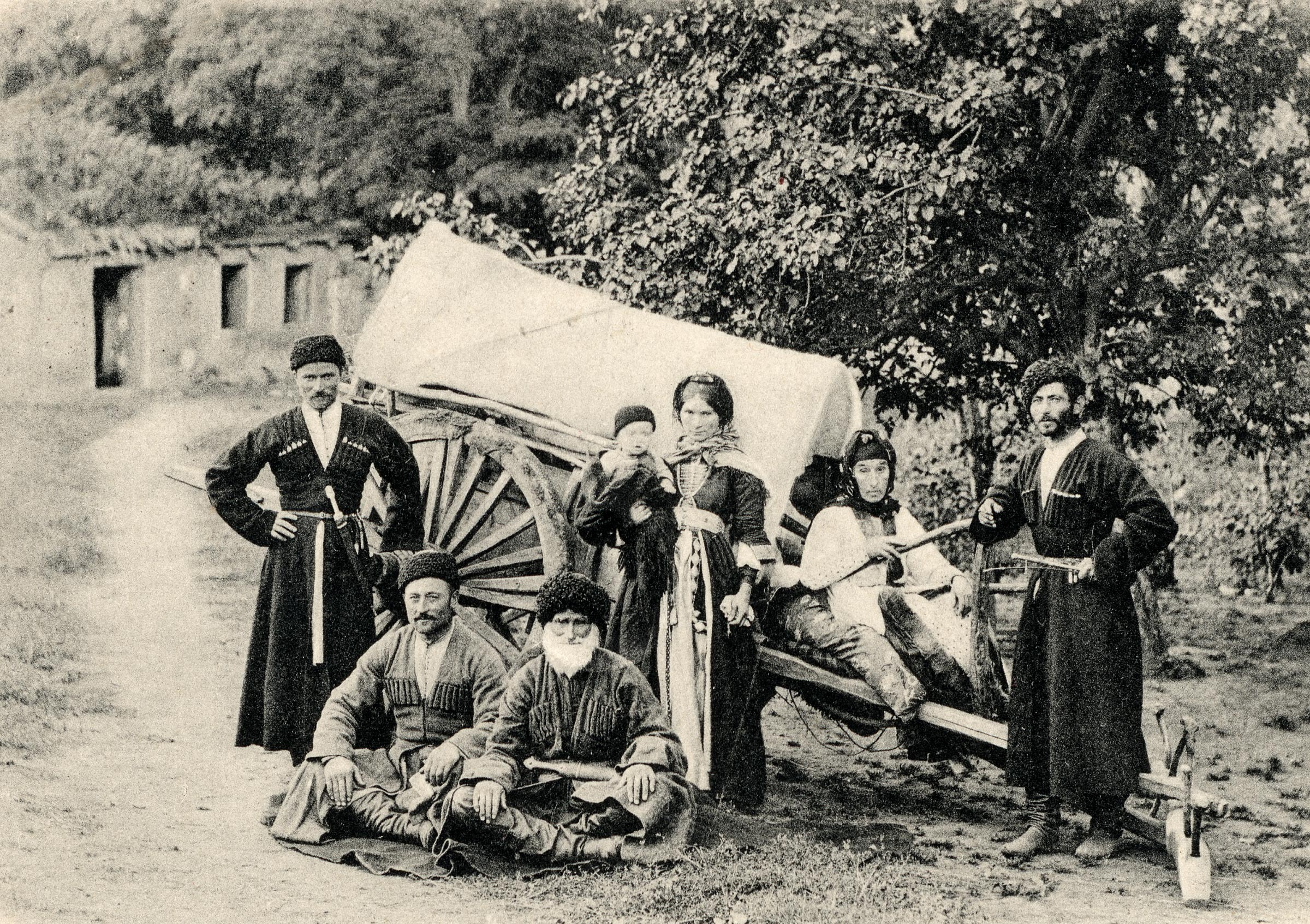
En kabardinsk familj (1905).

Kabardiner, är en etnisk grupp i norra Kaukasien, nära besläktade med tjerkesserna.
De är muslimer till religionen.